# Adriano Cecchi

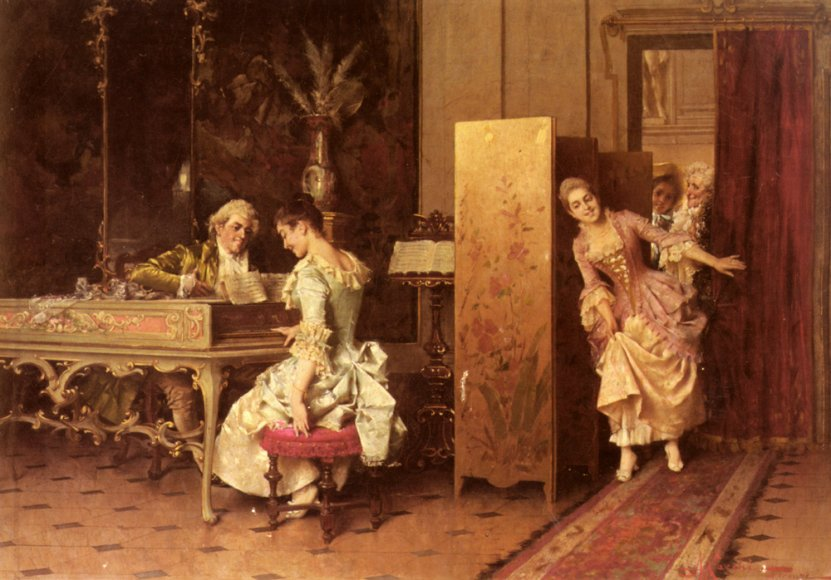
Rokokoszene

Adriano Cecchi (* 21. Dezember 1850 in Prato; † 1936 in Florenz) war ein italienischer Genremaler und Grafiker.
Er war der Sohn des Holzbildhauers Giuseppe Cecchi und der Rosa Barbani. Adriano Cecchi studierte Malerei an der Accademia di Belle Arti (Florenz).
In den Jahren von 1870 bis 1880 stand er unter dem Einfluss der Künstlergruppe Macchiaioli und von Telemaco Signorini, mit dem er von 1875 bis 1880 das Atelier in der via della Robbia teilte.
Im Zeitraum 1880 bis 1911 besuchte Cecchi mehrmals London, auch in Begleitung Signorinis. Dort malte er Porträts und Genrebilder im Stile Thomas Gainsboroughs.
Im letzten Jahrzehnt des 19. Jahrhunderts nahm Cecchi aktiv am kulturellen Leben von Florenz teil, engagierte sich in verschiedenen Initiativen, er war unter anderem in der Gesellschaft der Schönen Künste in Florenz tätig. Er entwarf die Fassade der Florentinischen Basilika San Lorenzo, das Projekt wurde jedoch nicht ausgeführt.
In den letzten Lebensjahren zog sich Cecchi in sein Atelier in der via delle Pergola zurück, wo er sich mit der Renovierung alter Bilder beschäftigte.